# (5939) Toshimayeda
(5939) Toshimayeda ist ein Asteroid des Hauptgürtels, der am 1. März 1981 im Rahmen der U.K. Schmidt-Caltech Asteroid Survey vom US-amerikanischen Astronomen Schelte John Bus Siding-Spring-Observatorium (IAU-Code 413) in der Nähe von Coonabarabran in Australien entdeckt wurde.
Der Himmelskörper wurde am 24. Juni 2002 nach der japanisch-amerikanischen Chemikerin Toshiko Mayeda (1923–2004) benannt, der von 1958 bis 2004 am Enrico Fermi Institute der University of Chicago auf den Gebieten der Klimatologie und mit Hilfe von Massenspektrometrie an den in Meteoriten enthaltenen Sauerstoffisotopen forschte.